# تاريخ الورق

المخطوطات الورقية عبر العصور : كل الناس يعلمون ما يؤديه الورق من خدمات في ميادين: الكتابة والطباعة ولف البضائع وحتى التجميل. لكن قد لا يعرف إلا القليل منهم حكاية ماضيه وتطوراته.
إن فكرة استخدام مادة صالحة للرسم والكتابة لقديمة العهد، وقد نقش الإنسان البدائي أشكالاً ورموزاً على الخشب أو على الحجر على جوانب الكهوف والمغارات القديمة. ثم بدأ يكتب على أوراق النخيل، وعلى اللحاء، ثم على العظام وعلى صفحات من خزف مطلي بالشمع الأصفر، ثم على صفائح من رصاص أو من معادن أخرى، حتى فكر المصريون القدامى في استخدام لحاء نبات البردي (Papyrus) وهي كلمة اشتقت منها كلمة (Paper) وانتشر استعمال البردي في مصر القديمة ثم في اليونان وإيطاليا، وبقي ورق البردي طوال قرون عديدة الوسيلة الوحيدة للكتابة في مصر وإيطاليا واليونان ومستعمراتها.

## تعريف الورق
إنه شبكة متصلة ومترابطة من الألياف تتوقف خصائصها على نوع الخامات المستخدمة في صناعتها والعمليات المختلفة التي مر بها أثناء عملية التصنيع ذاتها وتشمل كل المراحل التي تسبق دفع معلق اللب على الشبكة السلك على آلة التصنيع وتشمل مراحل تحضير اللب بالطرق المختلفة.

## التركيب الكيميائي لألياف الورق
عند استعراض التركيب الكيميائي لألياف الورق يجب ذكر المكونات الأساسية التي تتركب منها ألياف المواد الأساسية المستخدمة في عمل العجينة الورقية وهي ألياف السليلوز التي ترتبط ببعضها البعض بواسطة مادة رابطة تسمى اللجنين مع كميات بسيطة من السكريات المعقدة مثل مادة الهيسليلوز، ويمكن توضيح تركيب:
• السليلوز واللجنين والهيميسليلوز.

## نبذة عن مادة الورق
• الورق هو مادة ملبدة تتألف من ألياف رقيقة متشابكة بعضها ببعض، مما يسمى بالغليون (سليلوز) وهو مادة موجودة في جميع النباتات، ويحصل الاشتباك بين الألياف بجعلها تعوم في الماء، بعد تصفيتها، ثم بطرحها على نسيج معدني يترك الماء ينفذ ويترك الألياف كلاً في الاتجاه الذي تختاره له الصدف، وعندما تجف هذه العجينة الملبدة تشكل الورق.
• وأصبحت ألياف الغليون اللازمة لصنع الكاغد تؤخذ إما من خرق الكتان أو القطن وإما من الخشب، أو من الحلفاء أو من تبـن القمح والشعير.
• ويمكن أن نرتب على سبيل الذكر، هذه المواد الأولية لصناعة الورق. باعتبار كثرة استعمالها، فنقول:
• إن الخشب يأتي في الطليعة، ثم تليه الحلفاء. ثم الخرق، التي كانت تحتل المكانة الأولى وفي الوقت الحاضر نجد أن البلدان ذات الغابات المديدة، التي نمت فيها صناعات النجارة فكرت في استعمال فاضل هذه الصناعة أي ما يسقط من المتجر ومن المنشار ومن المبرد، وفي استعمال الغصون غير الصالحة للنجارة، لاستحضار عجين الورق … وهكذا انتشر استخدام الخشب عوضا عن الخرق بالرغم من أن الورق المصنوع من هذه الخرق أحسن بكثير من ذلك الذي يستخرج من الخشب.
وجدير بالذكر: أن الطراز أو النوع الأعلى من الورق يصنع حتى الآن من خرق الكتان وتختلف طرق الصناعة حسب المواد الأولية وحسب نوع الورق المراد صنعه.
•وقبل ميلاد السيد المسيح بقليل فكر الإنسان في استخدام جلود بعض الحيوانات، مثل جلد الماعز والغزلان والشاة بالخصوص، ونشأ «الرق» (parchment) مزاحماً للبردي.
• ويحكى أن اختراع الرق حصل ترضية لرغبة "أومان" الثاني، ملك برغاما (برجامون) في غرب آسيا، (تركيا الآن) لما حجز ملوك مصر القـديمة تصدير البردي وكان يصنع الرق بجعل الجلود مغطسة في ماء الجير ما يكفي لتخلصها من الشعر أو الصوف ومن بقايا اللحم فيها ثم بحكها بالجير المنطفئ المرشوش عليها ثم بغسلهـا وحكها من جديد وأخيراً بطليها بغراء النشا لتصبح صالحة للكتابة.
• ولقد استعمل الصينيون القدماء الحرير الطبيعي الذين عرفوا صناعته من شرانق دود القز وبرعوا فيه وكتبوا عليه ولكن نظراً لارتفاع ثمنه فقد صنع الصينيون أول ورق من نفايات الحرير الطبيعي بعد عجنها وفردها في رقائق (وهو ما عرف بالورق الحريري) ولكن استمرت هذه الخامات غالية التكاليف.
• وفكرة صناعة أوراق مرنة وملساء ترجع إلى الصينيين أيضا وذلك من ألياف نباتية ملبدة، وهم حينئذ أول من أخترع الورق أو (الكاغد) وكان ذلك بعد ميلاد السيد المسيح.
• وكان «اتساي لون» وزير الفلاحة بالصين، أشار إلى المصانع، سنة 105ميلادي – حيث قام بصناعة الورق من خامات نباتية مثل نبات البوص والبامبو ونفايات القطن وشباك الصيد القديمة والخرق البالية وذلك لإنتاج ورق رخيص.
• والطريقة القديمة لصناعة الورق في الصين من سيقان البوص هي كما يأتي:
• تلقى حزم البوص في الماء لمدة أسبوعين لتطرية العيدان التي سبق تقطيعها إلى قطع ذات أطوال مناسبة.
• ثم توضع في مضرب أو هون مع قليل من الماء حيث يتم هرسها وتحويلها إلى لب باستخدام مطارق خشبية.وبعد تنقية هذا المعلق من الأجزاء التي لم يتم هرسها. تخزن بوعاء كبير به ماء بكمية مناسبة إلى أن يصبح قوام العجينة مناسباً لصناعة الورق.
• ثم تفرد العجينة الورق السابق تجهيزها على حصر من البوص المجدول تسمح بتسرب المياه منها تاركة عليها حصيرة من الألياف المتشابكة والتي يتم ضغطها وتجفيفها حتى يحصلوا على فرخ الورق. الذي يتم صقله بالمعالجة بالغراء أو الشبه كما أن أوراق الكتابة الممتازة كان يتم تجهيزها باستخدام الأحجار الناعمة.

## الورق عند العرب والهنود
• انتقلت صناعة الورق إلى العرب عندما وقع صناع صينيون في الأسر بسقوط سمرقند في يد العرب سنة 705م. وقد أنشئت أول ورشة لصناعة الورق في بغداد خلال فترة وزارة «الفضل بن يحيى البرمكي» التركي الأصل، في عصر «هارون بن محمد» الذي حكم تحت لقب «الرشيد» على عادة الحكام العباسيين وحلفائهم، وكان ذلك حوالى (172 ـ 178 هـ)، ولم تشع الكتابة على الورق إلا بعد زيادة عدد الذين يعرفون القراءة والكتابة، حيث كانت أعدادهم قليلة جداً، والأمّـية تكاد تكون عامّـة، إضافة إلى تعدّد لغات السكان المسلمين بسبب الحروب والهجرات الكثيرة.
• ولقد أدخلت صناعة الورق في الهند في القرن السابع تقريباً – وقد كان الهنود يحفظون النصوص ويتناقلونها شفهياً من جيل إلى جيل لذلك لم يتم انتشار أو تطور صناعة الورق هناك حتى القرن 12.
• وفي نهاية القرن الثامن بدأت صناعة الورق في بغداد بافتتاح أول مصنع ورق عربي فيها سنة 795م.
• ثم انتقلت صناعة الورق إلى دمشق في عصر (هارون الرشيد) حيث استخدم القطن كخام جديد في صناعة الورق الجيد. ثم انتقلت صناعة الورق بعد ذلك من بلاد الشام إلى مصر وطرابلس بليبيا فاليمن.
• واستقرت في المغرب (فاس) التي أصبحت مركزاً مشعاً انتقلت منه صناعة الورق إلى أوروبا في القرن 12.
• وتقع مدينة "سمرقند" في آسيا الوسطى، وأصل الاسم "شمرأبوكرب"، ثم حُرِّف الاسم إلى "شمركنت" ثم عُرِبت إلى "سمرقند"، ومعناها وجه الأرض. وقد وصفها "ابن بطوطة" بقوله: " إنها من أكبر المدن وأحسنها وأتمها جمالا، مبنية على شاطئ وادٍ يعرف بوادي القصَّارين، وكانت تضم قصورًا عظيمة، وعمارة تُنْبِئ عن هِمَم أهلها.
تاريخ سمرقند • ـ في سنة 87هـ 705 م) تم الفتح الإسلامى لمدينة «سمرقند» على يد القائد المسلم «قتيبة بن مسلم الباهلي» ثم أعاد فتحها مرة أخرى سنة 92هـ 710م.
• وبعد الفتح الإسلامي قام المسلمون بتحويل عدد من المعابد إلى مساجد لتأدية الصلاة، وتعليم الدين الإسلامي لأهل البلاد.
• وفي بداية الغزو المغولي للمدينة؛ قام «المغول» بتدمير معظم العمائر الإسلامية، وبعد ذلك اتجه «المغول» أنفسهم بعد اعتناق الإسلام إلى تشييد العديد من العمائر الإسلامية، خاصة في العهد التيموري، وذلك على مدى (150) عامًا هي فترة حكمهم لبلاد ما وراء النهر من 617هـ 1220م إلى عام 772هـ 1670 م.

## صناعة الورق في أوروبا وأمريكا
• بعد أن غزا العرب أسبانيا أدخلوا فيها صناعة الورق في مدينة جاتيفا "Jativa " سنة 1150م. ومن إسبانيا انتقلت صناعة الورق إلى أوروبا عن طريق البحر الأبيض المتوسط كذلك هناك انتقال آخر لصناعة الورق من بلاد الشام إلى إيطاليا. حيث أنشأ فبريانو أول طاحونة هواء لصناعة الورق في إيطاليا سنة 1276م.
• انتشرت صناعة الورق من إيطاليا إلى باقي أوروبا فظهرت في فرنسا وألمانيا في القرن 14 حيث أنشأ الفنان الألماني أولمان سترومر "Uiman Stromer" في بألمانيا سنة 1390م أول طاحونة ورق مستخدماُ الطريقة الصينية في صناعة الورق بعد تطورها.
• في القرن 15 ظهرت صناعة الورق في هولندا وسويسرا وإنجلترا.
• وفي سنة 1580م انتشرت صناعة الورق في المكسيك ثم إلى باقي المستعمرات الإنجليزية.
• في القرن (16 – 17) انتشرت صناعة الورق في أمريكا.

## تركيب الورق القديم
• يعتبر ورق المخطوطات القديمة المصنع يدويا من أكثر أنواع الورق نقاوة ووضوحا ومقاومة لعوامل التحلل.
• فقد كان يتم تحضير الورق قديما من الماء النظيف بكميات كبيرة بعكس ما نراه في الوقت الحاضر حيث يتم إعادة استخدام الماء لعدة مرات مما يؤدي إلى وجود تركيزات عالية من الشوائب داخل عجينة الورق المحضرة حديثا.
• كما أن مصدر المادة الخام قديما كانت غنية بالسيليلوز النقي ولا يتواجد بيه هيميسليلوز أو اللجنين.
أعد المخترع الصيني تساي لون أول عجينة للورق من قطع القماش الذي سبق نسجه وذلك بعد تقطيعه وخلطة بالماء وضربه جيدا كما سبق ذكره.كما أعد عجينة للورق من القنب (Hemp) والبامبو (Bamboo) ولحاء التوت (Mulberry bark).
• واستخدمه أيضا اليابانيون في صناعة الورق والذي عرفت صناعته منذ القرن السابع الميلادي وما يزالون يستخدمون تلك المادة في صناعة الورق فورق الأرز الياباني (rice paper The Japanese) صنع من لحاء التوت وليس من الأرز. وغالبا ما كانت تتم عملية تغرية وملء (Sizing) للورق القديم باستخدام الغراء النباتي (Vegetable glue) المصنوع من الأرز أو القمح وبعض قطع صغيرة من مواد نباتية وصمغ النشا (The starch glue) الذي يمكن التعرف علية بواسطة استخدام الدلائل المتخصصة التي تحتوي على الأيودين.
• ثم تم بعد ذلك عمل تغرية وملء للورق باستخدام الغراء الحيواني (Animal glue) أو الجيلاتين (Gelatin) بينما نجد في الورق الحديث يتم استخدام وإضافة كثير من المركبات.

## عجينة الورق الحديثة
• اخترعت بالقرن السابع عشر الماكينة الهولندية The Hollander machine وأنتجت هذه الماكينة ألياف قصيرة وصفحة ضعيفة من الورق.
• وفي نفس القرن تم استخدام الشبه (كبريتات البوتاسيوم والألومنيوم) وتم إضافتها لتزيد من صلادة الجيلاتين (الذي سبق استخدامه مع الورق ليعمل كمادة غروية وقوية له (Sizing)) وكذلك لتعمل الشبة على القضاء على التعفن وأصبحت الشبة واحدة من مواد صناعة الورق الثابتة منذ ذلك الحين إلى أن ثبت ضررها حديثا وتم الاستغناء عنها.؟
• وادي نقص توفر المادة الخام لصناعة الورق للبحث عن مادة اقتصادية تتوفر بكثرة لعمل الورق إلى أن اقترح العالم الفرنسي Rene Antonie Reaumus رينيه أنطوني روموس إمكانية عمل الورق من الخشب.
• وقام (Matthaiskoops) في سنة 1800م في لندن بنشر كتاب طبع جزء منه على ورق مصنع من الخشب بمفردة دون خلطة بالخرق.
• والورق المصنع من عجينة تحتوي على نشارة الخشب أو خشب مطحون تحتوي على نسبة عالية من اللجنين، كما تقل بيه نسبة السليلوز.
• ويعتبر الخشب منذ القرن الماضي من الخامات الرئيسية في صناعة لب الورق حيث يمثل 95% من الخامات إلا انه يوجد حوالي 5% من إنتاج اللب يصنع من منابع أخرى مثل المخلفات الزراعية كقش الأرز ومصاصة القصب وحطب القطن والبوص وسيقان الشعير وغيرها.
• لذا كان من الضروري عمل معالجة ميكانيكية أو كيميائية لمادة النبات وذلك لفصل الألياف عن بعضها البعض والتخلص من نسبة اللجنين العالية ويتم تحضير اللب من الخامات السليلوزية بثلاث طرق مختلفة وبناء على الطريقة المستخدمة يسمى اللب الناتج.

## أنواع صناعة اللب الورقي (صناعة الورق)
يوجد ثلاث أنواع من اللب (PULPING) وهي:
- الطريقة الميكانيكية
- الطريقة الكيموميكانيكية
- الطريقة الكيميائية